# Arșița, Bistrița-Năsăud
Arșița (maghiară Arsicatelep) este un sat în comuna Măgura Ilvei din județul Bistrița-Năsăud, Transilvania, România.